# Ольмуе
Ольмуе (ісп. Olmué) — місто в Чилі. Адміністративний центр однойменної комуни. Населення міста - 10379 осіб (2002). Місто і комуна входить до складу провінції Марга-Марга і регіону Вальпараїсо. До 11 березня 2010 року комуна входила до складу провінції Кільота.
Територія — 232 км². Чисельність населення - 17 516 мешканців (2017). Щільність населення - 75,5 чол./км².

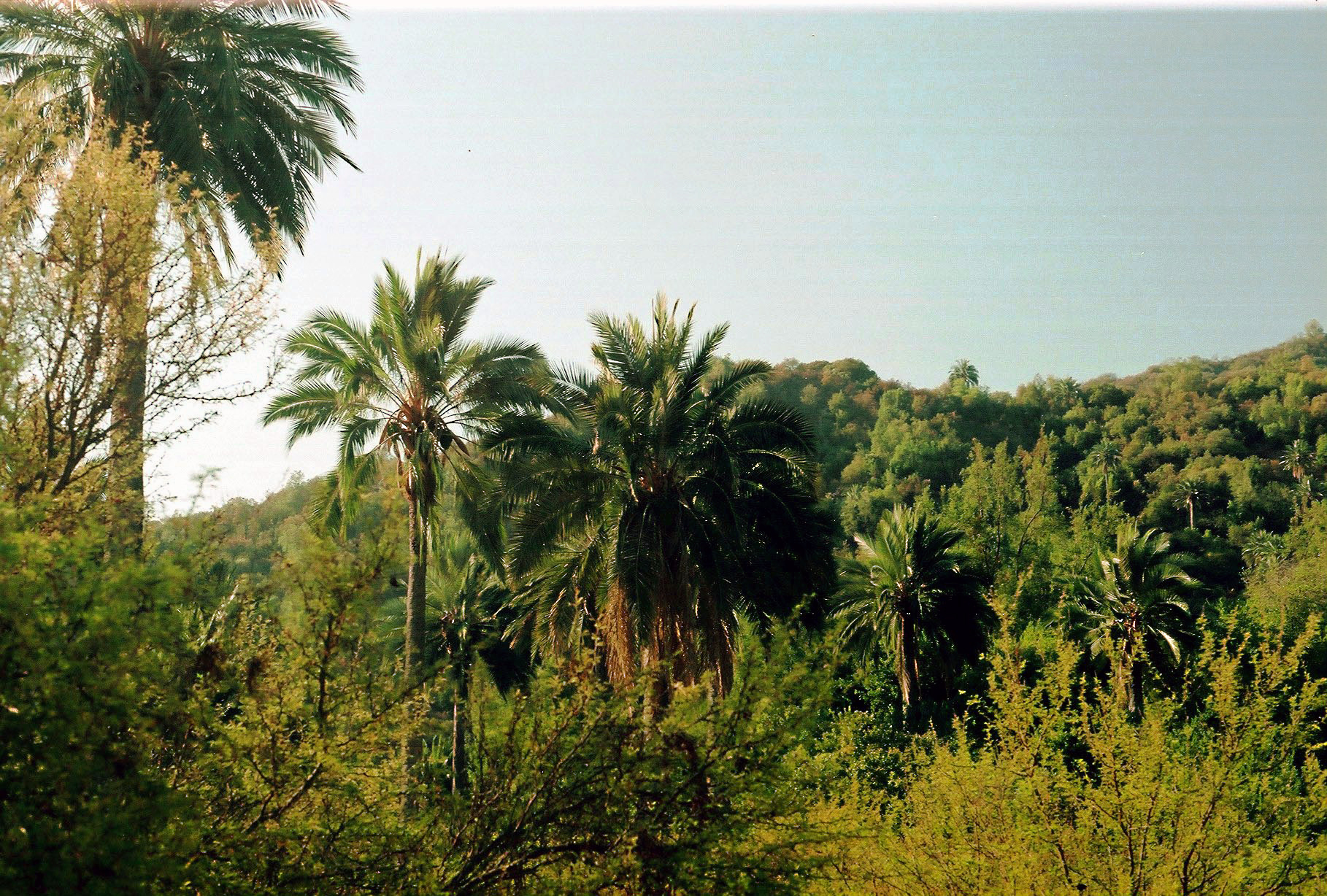
Національний парк Ла-Кампана.

## Розташування
Місто розташоване за 41 км на схід від адміністративного центру області міста Вальпараїсо та за 8 км на схід від адміністративного центру провінції міста Кільота.
Комуна межує:
- на півночі - з комунами Кільйота, Іхуелас
- на сході — з комуною Тільтіль
- на півдні - з комуною Кільпуе
- на південному заході - з комуною Лімаче